# Archidiecezja Ozamiz
Archidiecezja Ozamiz, diecezja rzymskokatolicka na Filipinach. Powstała w 1951 jako prałatura terytorialna. W 1971 podniesiona do rangi diecezji, a w 1983 – archidiecezji.

## Lista biskupów
- Patrick H. Cronin (1955–1970)
- Jesus Varela (1971–1980)
- Jesus Dosado (1981–2016)
- Martin Jumoad (od 2016)